# Selos de qualidade de café
Os selos de qualidade de café são indicações trazidas nas embalagens de café que visam atestar a procedência e os padrões de qualidade do produto. Trata-se de certificações dadas por organizações nacionais ou internacionais que avaliam os grãos de café em função de atributos como pureza, intensidade e sustentabilidade, por exemplo.

## Selos

### Selos ABIC
Os Selos ABIC são dados pela Associação Brasileira da Indústria de Café, a certificadora mais antiga do país. Dentre eles, constam:
- Selo de pureza ABIC: foi criado no ano de 1989 e certifica que o produto é puro, sem adulteração ou misturas, oferecendo segurança alimentar, qualidade e respeito ao consumidor.[2]
- Selo de qualidade ABIC: criado em 2004, certifica a qualidade o café brasileiro por meio de uma metodologia de análise sensorial, classificando-o em quatro categorias distintas:  "Extra Forte", "Tradicional", "Superior" e "Gourmet".[3][4]
- Selo de sustentabilidade ABIC: certifica que os grãos são provenientes de fazendas certificadas quanto à sua produção sustentável, que preservam o meio ambiente e respeitam o produtor.[5] O selo é parte do Programa Cafés Sustentáveis do Brasil, que teve início em 2007.
- Selo de cápsula ABIC: atesta a intensidade da bebida que é o grau de persistência do aftertaste (retrogosto), utilizando uma metodologia de avaliação sensorial desenvolvida pela ABIC, numa escala de 0 a 10 (do mais suave ao mais forte), e serve de orientação ao consumidor.

### Selo BSCA
Trata-se de um selo concedido pela Brazilian Specialty Coffee Association, aparecendo na embalagem dos café como "Cafés Especiais do Brasil". O selo é concedido desde que a propriedade produza o café cumprindo requisitos ambientais, econômicos e sociais, com uma posterior análise qualitativa dos grãos.

### Selo Rainforest Alliance e UTZ
A Rainforest Alliance é uma organização certificadora não apenas de cafés, mas de vários produtos agrícolas vindos de países tropicais, visando garantir condições dignas de trabalho e de vida a todos envolvidos na produção, além de ter práticas de produção eficientes.